# حکام لار
حکام لار یا امرای لار حکومتی پادشاهی در منطقه لارستان بود که تا سال ۱۰۱۰ قمری بر بخش‌هایی از جنوب ایران به مرکزیت لار حکومت می‌کرد. حاکمان لار از دودمان میلادیان بودند و خود را از نسل گرگین میلاد کیانی می‌دانستند.

## در دوران صفوی
حکام لار از آغاز دورهٔ صفویه باجگذار و مطیع دولت مرکزی شدند. در زمان سلطان محمد خدابنده، نورالدهر خان حاکم آنجا درگذشت و پسرش میرزا علاءالملک ملقب به ابراهیم خان دوم بر جایش نشست. هنگامی که شاه عباس در راه دفع فتنهٔ یعقوب‌خان در فارس بود، ابراهیم خان جهت تهنیت جلوس شاه و اظهار اطاعت به خاطر ممانعت نزدیکانش نزد شاه عباس نرفت و شاه نیز کینهٔ وی را به دل گرفت. در سال ۱۰۰۵ قمری، الله وردی خان حاکم فارس تصمیم به انتزاع قریهٔ سعادت آباد جویم از لار نمود. پس از انتزاع، شاه عباس قرابختیار نامی را به داروغگی آنجا منصوب نمود. حاکم لار سپه سالار خود محمد عبدالله میر درگاه را جهت استرداد سعادت آباد فرستاد و به حسب اتفاق میان رعایای سعادت آباد و شوراب نارویه بر سر تقسیم آب نزاع روی داد، قرابختیار صورت واقعه را به الله وردی خان اطلاع داد و این هم بر کینهٔ شاه عباس از خاندان لار افزود.
بدسلوکی ابراهیم خان با عاملان مالیاتی و اخاذی‌هایی که از تجار و مسافران می‌نمود مزید بر علت شد، شاه عباس از الله وردی خان خواست تا وی را تأدیب نماید، اما هنگامی که الله وردی خان به نزدیکی لار رسید، ابراهیم خان از در معذرت خواهی درآمد و متعهد شد من‌بعد در استرضای خاطر شاه بکوشد. الله وردی خان بنا بر صلاح وقت به فرمان شاه عباس فسخ عزیمت نمود و برگشت، لکن ابراهیم خان روال سابق را رها نکرد و شکایات زیادی از وکلا و منسوبان وی به دربار می‌رسید.
در حدود سال ۱۰۰۹ قمری بازرگانی ونیزی به نام سانتوفونته همراه همسرش به قصد تجارت از بصره به هرمز رفت. اما بنا به دلایلی نتوانست آنجا بماند و همسرش را با برادرش و مقداری مال التجاره روانه نمود تا از کرمان و لار به بصره و از آنجا به ونیز بروند. در حوالی لار سواران ابراهیم خان آن‌ها را به اسارت گرفتند و اموال آن‌ها را غارت کردند. تاجر ونیزی به وسیلهٔ یکی از هموطنان خود قضیه را به شاه عباس اطلاع داد و شاه نیز از الله وردی خان خواست تا زن و اموال مرد ونیزی را از خان لار مسترد دارد. الله وردی خان ابتدا یکی از نزدیکان خود را به نزد ابراهیم خان فرستاد. ابراهیم خان اظهار بی‌اطلاعی نمود. تاجر ونیزی دوباره به شاه شکایت نمود. شاه نیز صریحاً از الله وردی خان خواست به لار لشکرکشی نموده و ابراهیم خان را مرده یا زنده نزد او بفرستد.
الله وردی خان با سپاهی عازم لار شد، خان لار متوحش شده و اسباب و زن تاجر را پس فرستاد و زبان به پوزش خواهی گشود، ولی‌الله وردی خان تنها شرط بخشودگی وی را آمدن وی معین کرد و گفت: اگر ابراهیم خان در قول خود صادق است مناسب است بدون ترس و وحشت به نزد ما بیاید. ابراهیم خان جرأت آمدن را در خود ندید و در مقام مقابله و قلعه داری برآمد، ولی در هنگام محاصره یکی از اعیان لار به نام قاضی ابوالقاسم که از معتبران و اشراف بود با برادرش به نزد خان فارس آمد. ابراهیم خان از رفتن ایشان هراسان شد و نوشاد نامی را که سپهسالارش بود همراه تعدادی برای وساطت و طلب امان نمودن فرستاد. الله وردی خان متوجه شد که فرستادگان لار در زیر قبای خود زره پوشیده‌اند و این را حمل بر غدر و حیله ایشان نموده و دستور حبس آن‌ها را صادر کرد. رشوه دهی و تطمیع امرا و اعیان لار نیز مؤثر واقع شد و بسیاری از آن‌ها به اردوی الله وردی خان پیوستند و این باعث سستی بیشتر لاریان برای مدافعه شد.
ابراهیم خان دست از حصاری بود کشید و به قلعه‌ای رفیع پناه برد. قلعه توسط سربازان الله وردی خان در حال سقوط بود و ابراهیم خان قدرت مدافعه در خود ندید و از تمرد پشیمان شد و امان خواست. الله وردی خان وی را امان داد و او همراه جمعی از معاریف و اعیان لار به نزد الله وردی خان آمدند. الله وردی خان نیز وی را با احترام پذیرفت و به عنوان مهمان نزد خود نگاه داشت، اما تعدادی از لاریان که عاملین اصلی فتنه بودند به قتل رسیدند.
الله وردی خان حکومت لار را به قاضی ابوالقاسم سپرد و قلعهٔ رفیع و محکم لار را ویران ساخت. آن‌ها چند قطعهٔ بزرگ سیمانی از قلعه را به نشانهٔ پیروزی به یادبود باقی گذاشتند.
میرزا محمد معصوم شعری از سید محمد کمونه در تسخیر لار نقل کرده‌است:
| چو الله وردی به فرمان شاه |  | تهمتن صفت بر تکاور نشست    |
| به نیروی بازوی کیخسروی    |  | درآورد دارالأمان را به دست |
| چو رستم به سر پنجه پر دلی |  | گشود آنچه گرگین میلاد بست  |
| طلب کردم از عقل تاریخ آن  |  | بگفتا طلسم کیانی شکست      |

الله وردی خان با خان لار مهربانی نمود و وی را به عنوان مهمان طلقی می‌کرد. الله وردی خان در اوایل سال ۱۰۱۱ در بادغیس و هرات با قشون آراسته همراه ابراهیم خان و تحف و هدایایی که از خزاین لار به دست آورده بود به ویژه تاج مکلل مرصع مشهور به [تاج کیخسروی به اردوی شاه پیوست.
شاعری دیگر در وصف فتح لار گفته‌است:
| نبودی عیان گر ز سرّ نهان |  | چگونه شکستی طلسم کیان‏ |

شاعر این بیت را در مدح اللّه وردی خان سروده‌است و دلیل شایستگی او را «شکستن طلسم کیانی» دانسته‌است. جمله «طلسم کیانی شکست» در حساب حروف ابجد ۱۰۱۰ می‌شود که سال فتح لار توسط اللّه وردی خان است. از آنجایی که پادشاهان لار خود را ز سلسله کیانیان می‌دانستند، اعتقاد عموم بر این بود که طلسمی ناگشودنی در قلعه اژدها پیکر واقع در شهر لار از حکومت گرگین میلاد و بازماندگانش حمایت می‌کند؛ لذا برج و باروها و قلعه عظیم شکست پادشاه لار را غیرممکن می‌دانستند. از اینرو وقتی اللّه وردی خان لار را فتح کرد، تاریخ این رویداد را در جمله «طلسم کیانی شکست» یافتند و این جمله مشهور شد که حاکی از فتح لار توسط نیروهای صفوی است.